# Matthias Gelzer
Matthias Gelzer (* 19. Dezember 1886 in Liestal; † 23. Juli 1974 in Frankfurt am Main) war ein schweizerisch-deutscher Althistoriker.

## Leben
Matthias Gelzer war ein Sohn des Pfarrers Karl Gelzer (* 15. Dezember 1857; † 29. September 1923 in Basel) und der Maria Elisabeth, geborene Vischer (* 27. April 1863 in Basel; † 23. August 1937 in Basel). Sein Bruder war der Theologe, Pfarrer und Rektor der Basler Mission Heinrich Gelzer-Lüdecke (* 8. August 1888 in Liestal; † 29. Oktober 1963 in Basel).
Matthias Gelzer studierte von 1905 bis 1907 Geschichte und Klassische Philologie an der Universität Basel unter anderem bei Friedrich Münzer und von 1907 bis 1909 an der Universität Leipzig, wo er Anfang 1910 mit Studien zur byzantinischen Verwaltung Ägyptens bei Ulrich Wilcken promoviert wurde. 1912 habilitierte sich Gelzer an der Albert-Ludwigs-Universität Freiburg mit einer Arbeit über die Nobilität der römischen Republik. Nach drei Jahren erhielt er einen Ruf als ordentlicher Professor für Alte Geschichte an die Königliche Universität zu Greifswald (als Nachfolger von Walter Otto). 1918 wechselte er als Professor an die Universität Straßburg und bereits im folgenden Jahr auf den Lehrstuhl für Alte Geschichte der Universität Frankfurt am Main, wo er bis zu seiner Emeritierung 1955 als ordentlicher Professor lehrte. 1924/1925 war er zudem Rektor der Universität.
Gelzer, Mitglied der Bekennenden Kirche, war zugleich als aktiver Mitarbeiter am „Gemeinschaftswerk“ des Reichserziehungsministeriums, der sogenannten „Aktion Ritterbusch“, dem Kriegseinsatz der Geisteswissenschaften ab 1940, beteiligt. Während der NS-Zeit hatte der politisch rechtskonservative Gelzer großen Einfluss an der Frankfurter Universität und galt als ein „reaktionärer Autokrat“, ohne aber als NS-Sympathisant eingeordnet werden zu können.
Gelzer war Bürger von Schaffhausen und Basel. Mit seiner Berufung nach Greifswald 1915 bekam er auch die deutsche Staatsangehörigkeit. Er war Ehrendoktor der Universitäten Basel (1959), Oxford und Frankfurt am Main sowie Mitglied zahlreicher wissenschaftlicher Akademien und Gesellschaften.
Sein Neffe war der Theologe Christophe Senft.

## Werk
Als Schüler Ulrich Wilckens und des Altphilologen Richard Heinze, der ihn zu intensiver Lektüre der Schriften Marcus Tullius Ciceros angehalten hatte, war Gelzer ein stark von der Methode der philologischen Quelleninterpretation geprägter Forscher, aber mit ausgeprägtem Sinn für die historische Problem- und Fragestellung. Für Theoriedebatten hatte er dagegen wenig übrig, und juristische System-Konstruktionen im Stile Theodor Mommsens lehnte er ab.
Dies führte den erst Fünfundzwanzigjährigen in seiner bis heute einflussreichen Habilitationsschrift Die Nobilität der römischen Republik von 1912 zu einer damals völlig neuartigen, streng aus den Quellen gearbeiteten und auf der Untersuchung der antiken Begrifflichkeit basierenden sozialgeschichtlichen Darstellung der römischen Führungsschicht, ihrer Schichtung, ihrer Herrschaftstechniken und deren sozialer Grundlagen, insbesondere des Klientelwesens. Das Hauptergebnis war, dass innerhalb des Senatorenstandes eine engere Führungselite, die Nobilität, bestehend aus den Mitgliedern der wenigen Familien, die Konsuln hervorgebracht hatten, die Wahlen und politischen Entscheidungsprozesse aufgrund eines komplexen Systems sozialer Abhängigkeiten dominierte. Die bahnbrechende Bedeutung dieser noch heute grundlegenden Arbeit, die zu ihrer Zeit eine absolute Sonderstellung in der traditionell verfassungsgeschichtlich orientierten althistorischen Forschung einnahm und in ihrer Wendung gegen die damals noch alles überragende Autorität Theodor Mommsens ein außerordentlich mutiges Unternehmen eines Nachwuchswissenschaftlers darstellte, wurde erst nach dem Zweiten Weltkrieg, als sozialhistorische Fragestellungen in der Alten Geschichte vermehrt heimisch wurden, in vollem Umfang erkannt: „Unsere Kenntnis der Struktur der spätrepublikanischen Gesellschaft und Politik ist durch Matthias Gelzer auf eine ganz neue Basis gestellt worden“, bilanzierte Christian Meier später.
Als Althistoriker ist Gelzer auch über die Fachkreise hinaus besonders durch seine historischen Biographien, die aufgrund der ungemein gründlichen Dokumentation der antiken Quellen zum Teil bis heute als Standardwerke zitiert werden, bekannt geworden. Bereits 1921 erschien mit Caesar, der Politiker und Staatsmann das lange Zeit ausführlichste und reichhaltigste Werk über den römischen Imperator, das bis heute eine Vielzahl von Auflagen und Übersetzungen – unter anderem ins Japanische und von Peter Needham ins Englische – erfahren hat. Noch zu Beginn des 21. Jahrhunderts bezeichnete Martin Jehne das Buch als „die grundlegende wissenschaftliche Biographie“ von Caesar und hob dabei die „Aufarbeitung der gesamten Quellenüberlieferung“ hervor. Zwanzig Jahre nach der Erstauflage veröffentlichte Gelzer mit Caesars weltgeschichtliche Leistung eine weitere Studie als Antwort auf das caesarkritische Werk Caesars Eintritt in die Weltgeschichte seines akademischen Schülers Hermann Strasburger.
1942 ließ Gelzer seiner Caesar-Monographie eine Studie über Gnaeus Pompeius Strabo sowie die politischen Anfänge dessen Sohnes Gnaeus Pompeius Magnus und im Jahr darauf eine Studie über die imperia extraordinaria des Pompeius folgen. 1949 widmete er schließlich Caesars einstigem Weggefährten und späterem Gegner eine eigene Monographie. Aus einem umfangreichen Artikel zu Marcus Tullius Cicero, den er für Paulys Realencyclopädie der classischen Altertumswissenschaft verfasst hatte, entstand 1969 mit Cicero. Ein biographischer Versuch eine weitere, erneut dicht an den Quellen gearbeitete Biographie eines Zeitgenossen Caesars, nachdem Gelzer bereits im Jahr zuvor das ambivalente Verhältnis jener beiden Protagonisten ihrer Epoche in Cicero und Caesar behandelt hatte.
Darüber hinaus betreute Gelzer Schulausgaben der Werke von Caesar, Tacitus und Sallust.

## Schriften (Auswahl)
- 1909 Studien zur byzantinischen Verwaltung Ägyptens. Leipzig; Neudruck Aalen: Scientia 1974 (Dissertation).
- 1912 Die Nobilität der römischen Republik. 2. Auflage, Stuttgart: Teubner 1983 (Habilitationsschrift), ISBN 3-519-07409-5.
- 1921 Caesar, der Politiker und Staatsmann. Stuttgart: Deutsche Verlagsanstalt; unveränderter Nachdruck der 6. Auflage, Wiesbaden: Steiner 1983, ISBN 3-515-03907-4.
- 1924 Gemeindestaat und Reichsstaat in der römischen Geschichte. Frankfurt: Werner und Winter.
- 1940 Die Achaica im Geschichtswerk des Polybios. Berlin: Akademie der Wissenschaften.
- 1941 Caesars weltgeschichtliche Leistung. Berlin: de Gruyter.
- 1942 Cn. Pompeius Strabo und der Aufstieg seines Sohnes Magnus. Berlin: Akademie der Wissenschaften.
- 1943 Vom roemischen Staat. Zur Politik und Gesellschaftsgeschichte der römischen Republik. 2 Bände. Leipzig: Koehler und Amelang.
- 1943 Das erste Konsulat des Pompeius und die Übertragung der großen Imperien. Berlin: Akademie der Wissenschaften.
- 1943 Der Rassengegensatz als geschichtlicher Faktor beim Ausbruch der römisch-karthagischen Kriege. In: Joseph Vogt (Hrsg.): Rom und Karthago. Ein Gemeinschaftswerk, Leipzig, S. 178–202.
- 1949 Pompeius. Lebensbild eines Römers. München: Bruckmann; Nachdruck der zweiten Auflage, Wiesbaden: Steiner 1984, ISBN 3-515-04074-9.
- 1956 Über die Arbeitsweise des Polybios (= Sitzungsberichte der Heidelberger Akademie der Wissenschaften, Phil.-hist. Klasse, 5). Heidelberg: Winter.
- 1962 Kleine Schriften. 3 Bände. Hrsg. von H. Strasburger und Chr. Meier. Wiesbaden: F. Steiner, ISBN 3-515-00583-8.
- 1968 Cicero und Caesar. Wiesbaden: Steiner.
- 1969 Cicero. Ein biographischer Versuch. Zweite Auflage, Wiesbaden: F. Steiner 1983, ISBN 3-515-04089-7.